# ヤーノシュ・ペトロー
ヤーノシュ・ペトロー（János Petró、1937年3月5日 - 2022年3月7日）は、ハンガリー出身の指揮者、作曲家。
ジェール・モション・ショプロン県レープツェセメレの出身。
5歳のころからピアノをはじめ、ゾンバトヘイ音楽学校でエルネー・レンドヴァイに音楽理論を学んだ。その後、フランツ・リスト音楽院で作曲と指揮を習得し、1960年に卒業。音楽院在学中の1959年にはウィーンで開かれた世界青年学生祭典の音楽コンクールの作曲部門で優勝した。1963年にはサヴァリア交響楽団を設立し、1991年まで音楽監督を務めた。
1982年にフランツ・リスト賞を受賞している。